# Conselho Geral Judicial da Mongólia

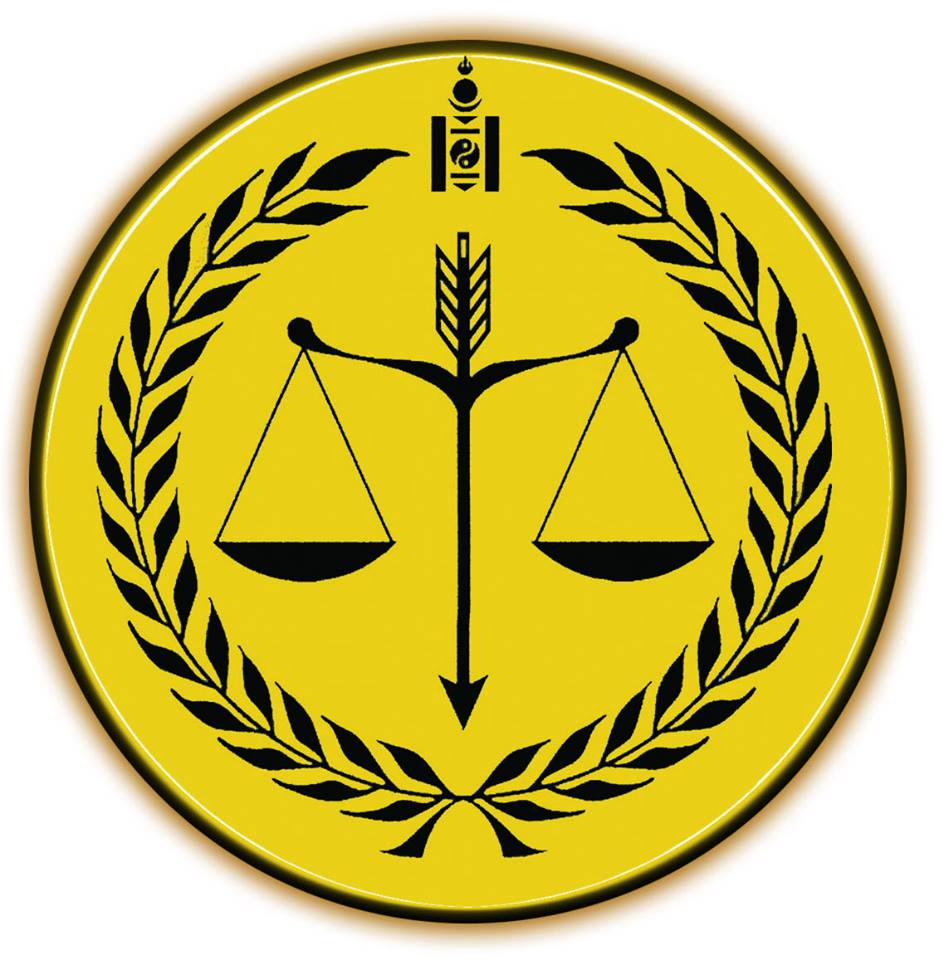
Emblema do Judiciário da Mongólia

O Conselho Geral Judicial da Mongólia (Mongol: Монгол Улсын Шүүхийн Ерөнхий Зөвлөл, Mongol Ulsyn Shüükhiin Yerönkhii Zövlöl) é um órgão do poder judiciário mongol criado pela Constituição da Mongólia para manter a independência do poder judiciário, representar o Judiciário mongol e aconselhar sobre a seleção e remoção de funcionários da justiça.
No cumprimento de seu mandato constitucional, o Conselho submete recomendações ao Estado Grande Khural e ao Presidente sobre o estabelecimento e estrutura do sistema judicial, seu pessoal, nomeações e liberação de funcionários judiciais. Além disso, seleciona e examina funcionários da justiça, atualiza suas habilidades e qualificações por meio de treinamento e distribui orçamentos e controles sobre a despesa de fundos.
O Conselho tem estado no centro dos esforços de reforma judiciária em curso na Mongólia. Recebeu assistência da Agência dos Estados Unidos para o Desenvolvimento Internacional para melhorar a orçamentação, aumentar a capacidade dos administradores dos tribunais e desenvolver uma base de dados nacional de informação de casos. O Conselho também ajudou as organizações de ajuda nas tentativas de reduzir a corrupção no sistema judiciário mongol.